# Anna Louisa Geertruida Bosboom-Toussaint

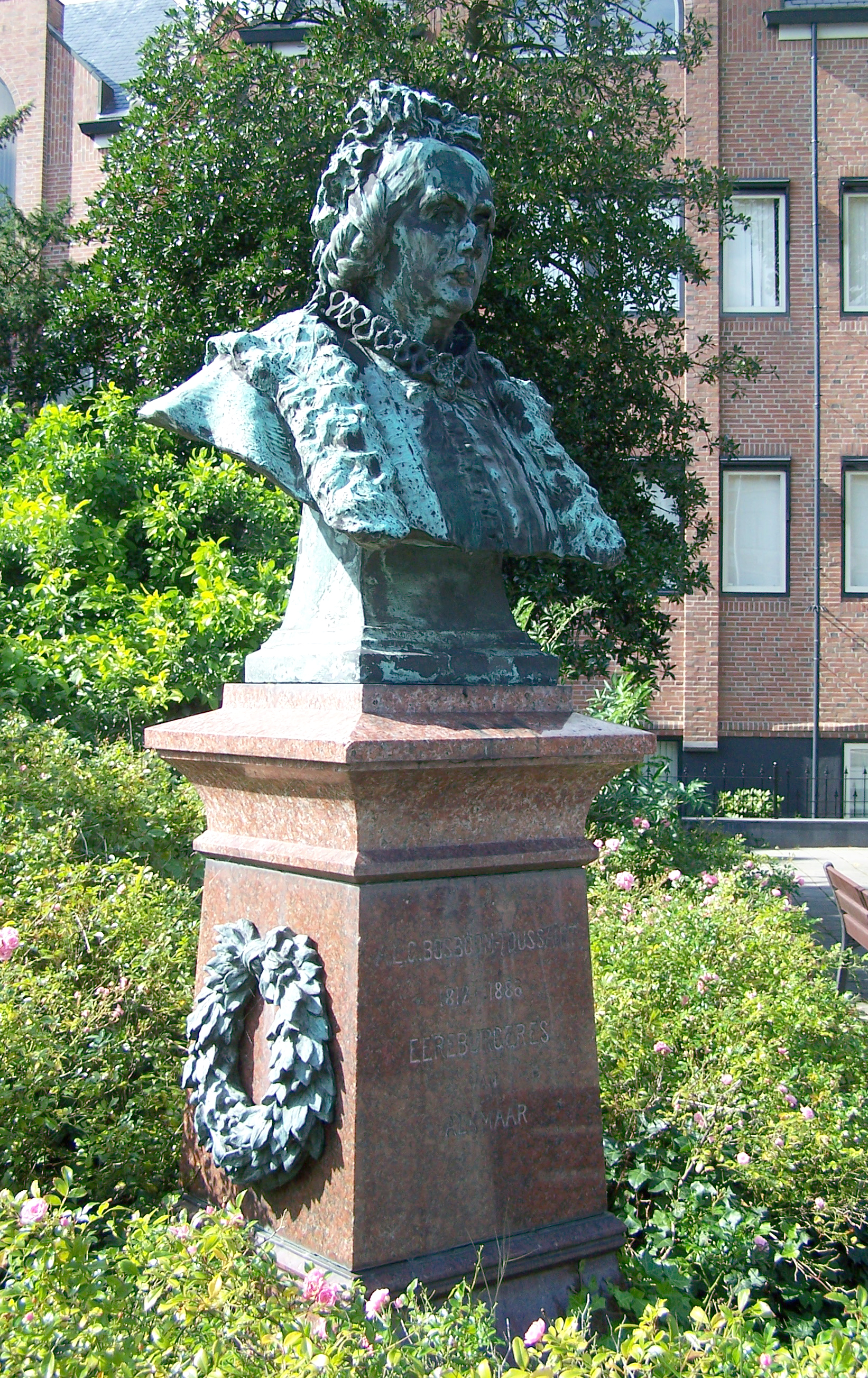
Szobra Alkmaarban (August Falise alkotása)

Anna Louisa Geertruida Bosboom-Toussaint (Alkmaar, 1812. szeptember 16. – Hága, 1886. április 13.) holland regényírónő.

## Élete
Férje a nála majdnem öt évvel fiatalabb Johannes Bosboom neves németalföldi festő volt, aki főleg székesegyházak freskóit készítette. Bosboomné mint történeti regényírónő a legtermékenyebbek közé tartozott. 1838-ban jelent meg első műve: De graaf van Devonshire (a Devonshire-i gróf); de Leidsche student (a leideni deák): Een stoormachtig leven (egy hatalmas élet); stb. Egyik korábbi művének, a Het huis Lauconesse (a Lauconeese-i ház) köszönhette igazán népszerűségét. Később sikerrel próbálkozott meg modern jellemregények írásával is (Major Frans 1875). Legtöbb művét idegen nyelvekre is lefordították. Regényei (Romantische Werken) 20 kötetben jelentek meg (Arnheim 1880–1882), összes műve pedig 1888-ban 25 kötetben.

## Művei
- Almagro (1837)
- De Graaf van Devonshire: romantische épisode uit de jeugd van Elisabeth Tudor (1838)
- Engelschen te Rome: romantische épisode uit de regering van paus Sixtus V (1839)
- Het huis Lauernesse (1840)
- Lord Edward Glenhouse (1840)
- De prinses Orsini (1843)
- Eene kroon voor Karel den Stouten (1842)
- De graaf van Leycester in Nederland (1846)
- Mejonkvrouwe De Mauléon (1848)
- Don Abbondio II (1849)
- Het huis Honselaarsdijk in 1638 (1849)
- De vrouwen van het Leycestersche tijdvak (1850)
- Media-Noche: een tafereel uit den Nijmeegschen vredehandel, 1678 (1852)
- Gideon Florensz: romantisch-historische épisode uit het laatste tijdperk van Leycesters bestuur in Nederland (1854)
- Graaf Pepoli: de roman van een rijke edelman (1860)
- De triomf van Pisani (1861)
- De verrassing van Hoey in 1595 (1866)
- De Delftsche wonderdokter (1871)
- Majoor Frans (1875)
- Raymond de schrijnwerker (1880)
- Volledige romantische werken (1885–1888)